# Römerswil
Römerswil is een gemeente en plaats in het Zwitserse kanton Luzern en maakte deel uit van het district Hochdorf tot op 1 januari 2008 de districten van Luzern werden afgeschaft.
Römerswil telt 1.498 inwoners.